# Maglev de Shanghái

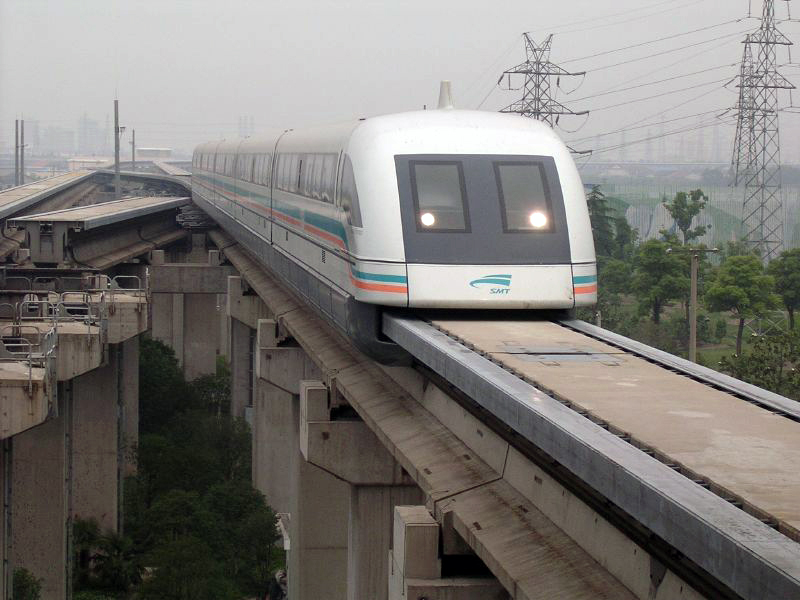
Tren e infraestructura

El maglev de Shanghái (en chino tradicional, 上海磁浮示範運營線; en chino simplificado, 上海磁浮示范运营线; pinyin, Shànghǎi Cífú Shìfàn) es una línea de tren de alta velocidad que opera mediante levitación magnética. Su desarrollo tiene origen alemán, la tecnología del Transrapid.Es la tercera línea de levitación magnética en ser explotada con fines comerciales (después del maglev de Birmingham y el M-Bahn de Berlín), de estas es la más antigua aún en operación y es el primer maglev comercial de alta velocidad. También es el tren eléctrico comercial más rápido del mundo.
Su construcción y puesta en marcha transcurren de 2001 a 2004, fecha esta última en la que se realiza el primer servicio comercial, siendo el coste aproximado del proyecto 1000 millones de euros, distribuidos en 2,5 años de línea trazada casi en su totalidad en un alzado de unos 8 metros sobre el nivel del resto de construcciones urbanas, y en el coste de la infraestructura motriz (locomotoras maglev), sistemas energéticos electromagnéticos de generación, distribución y redundancia, e instalaciones de mantenimiento.
La línea completa una distancia total de 30 kilómetros entre la estación de metro de Longyang Road y el Aeropuerto Internacional de Pudong, tardando aproximadamente 7 minutos y medio en completarse el recorrido, lo que establece una velocidad media aproximada de 240 km/h, adquiriendo su velocidad máxima de 431 km/h en aproximadamente 3 minutos y medio en sus franjas horarias de alta velocidad (300 km/h de máxima en las franjas de baja velocidad), a una aceleración y deceleración bastante uniforme tanto a bajas como a altas velocidades de entre aproximadamente 0,7 m/s2 y 0,9 m/s2.
Durante su primer periodo de operación el éxito de la línea no es excesivo, operando a aproximadamente un 20 % de capacidad de línea, probablemente debido a la reducida longitud de la línea y a su bajo coeficiente de penetración en las áreas más pobladas de Shanghái.[cita requerida] En 2006, se propone una extensión hacia Hangzhou y ampliación de la conexión al Aeropuerto Internacional de Hongqiao, con una ejecución aprobada y planeada para 2010, pero suspendida por protestas públicas debido a temores acerca de posibles daños a la salud debido a la presencia de campos electromagnéticos en las áreas habitadas de proximidad.

## Curiosidades

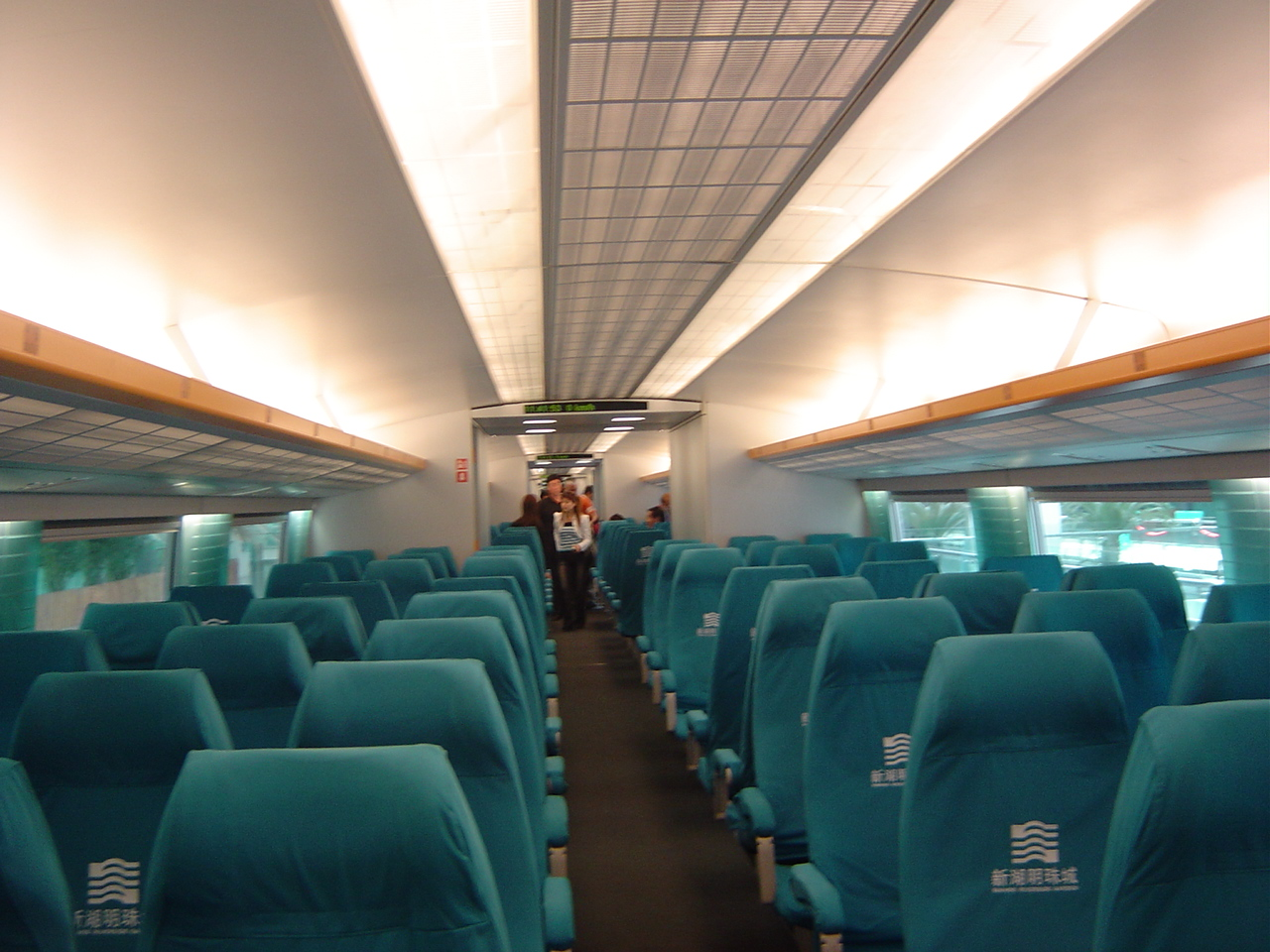
Interior de un tren

Durante unas pruebas realizadas en noviembre de 2006, se establece en esta línea un nuevo récord chino de velocidad sobre monorriel, superándose los 500 km/h, récord que no es aplicable de todos modos al resto del mundo en términos absolutos puesto que en pruebas no comerciales el también maglev experimental Shinkansen japonés ha alcanzado velocidades próximas a los 600 km/h, y la base tecnológica de las locomotoras AVE españolas, el TGV francés, en sus evoluciones posteriores a la década de los 80, alcanzó en circuito los 550 km/h sobre rieles convencionales. Sí en cambio podría ser aplicable si las pruebas tuviesen lugar en un servicio comercial, lo cual en este caso no supondría especial inconveniente de seguridad dado que en su circulación comercial diaria se alcanzan los 430 km/h de velocidad crucero.
Operada actualmente por la compañía establecida al efecto, Shanghai Maglev Transportation Development Co., Ltd., con servicios entre las 06:45 y las 21:40 hora local, en frecuencias de 15 o 20 minutos según la franja horaria. El precio de billete básico de ida en julio de 2017 es de 50 Yuanes (80 Yuanes de ida y vuelta), algo menos por descuento si se muestra un ticket de vuelo, y el doble en clase VIP. En comparación con otros transportes, el Metro de Shanghái realiza el mismo trayecto en su línea 2 en un tiempo aproximado de viaje de unos 50 minutos a un precio de 6 Yuanes (12 Yuanes de ida y vuelta; precios de julio de 2017) mientras que el maglev tan solo necesita aproximadamente una séptima parte (unos 7 minutos) costando alrededor de siete veces más. Debido a la gran extensión de Shanghái, puede salir algo más barato y más rápido desplazarse directamente en taxi al destino concreto desde el aeropuerto siempre que este no se encuentre en las proximidades del centro o del metro de Lonyang.
El 11 de agosto de 2006 se incendió un compartimento, sin víctimas ni heridos, su causa se estimó en un fallo de los sistemas eléctricos.